# بیهار
بیهار یا بهار (به هندی: बिहार، به اردو: بهار) از ایالت‌های کشور هند است و در شرق این کشور واقع شده‌است. ایالت بهاردومین ایالت بزرگ هند است. مرکز این ایلات شهر پتنه و جمعیت آن ۱۰۵ میلیون نفر است. نام بیهار از واژهٔ سانسکریت ویهارا (विहार) آمده و به معنی «اقامتگاه» است.
این ایالت ۹۴۱۶۳ کیلومتر مربع مساحت دارد. پس از اصلاحات ایالتی در سال ۲۰۰۰، بیهار هفتمین ایالت بزرگ هند و پرجمعیت‌ترین ایالت کشور پس از اوتار پرادش و ماهاراشترا است. بیهار از غرب با اوتار پرادش، از شمال با نپال، از شرق با بخش شمالی بنگال غربی و از جنوب با جارکند همسایه است. دشت بیهار توسط رود گنگ که از غرب به شرق جریان دارد، شکافته شده‌است.
زبان‌های رسمی این ایالت هندی و اردو است، اگرچه زبان‌های دیگر از جمله مایتیلی، ماگاهی، بوجپوری و دیگر زبان‌های بیهاری رایج‌اند. در هند باستان و کلاسیک، منطقه‌ای که اکنون بیهار است، مرکز قدرت، آموزش و فرهنگ محسوب می‌شد. از ماگادا، اولین امپراتوری هند، امپراتوری موریا، و همچنین یکی از پرطرفدارترین ادیان جهان: بوداگرایی، پدید آمد. امپراتوری‌های ماگادا، به ویژه تحت سلسله‌های مائوریا و گوپتا، بخش‌های بزرگی از جنوب آسیا را تحت یک حکومت مرکزی متحد کردند.
یکی دیگر از مناطق بیهار، میتیلا است که مرکز اولیه آموزش و مرکز پادشاهی ویده بود. از اواخر دهه ۱۹۷۰، بیهار از نظر توسعه اجتماعی و اقتصادی بسیار از سایر ایالت‌های هند عقب مانده‌است.
بین سال‌های ۲۰۰۱ تا ۲۰۱۱ رشد جمعیت بیهار ۲۵ درصد سریعتر از هر ایالت دیگر هند بود؛ به استثنای چند ایالت کم‌جمعیت در شمال دور و دو قلمرو. پنجاه و هشت درصد از جمعیت بیهار زیر ۲۵ سال سن دارند که بالاترین درصد در هند است. تنها ۱۱٫۲۹ درصد از جمعیت بیهار در مناطق شهری زندگی می‌کنند که بسیار کمتر از سایر ایالت‌ها و قلمروهای هند به جز ایالت کوهستانی هیماچال پرادش است. میانگین تراکم جمعیت با سایر ایالت‌های فدرال مطابقت دارد. بزرگترین شهرهای بیهار عبارتند از: پتنه، گایا، باگالپور، مظفرپور، داربانگا و پورنیا. بیهار یک ایالت کشاورزی است و هشتاد درصد جمعیت در کشاورزی کار می‌کنند.

## پیشینه
نام بیهار از کلمه سانسکریت و پالی ویهارَه (دواناگاری: विहार) به معنای «اقامتگاه» گرفته شده‌است. منطقه‌ای که تقریباً ایالت کنونی را در بر می‌گیرد، اقامتگاه‌های (ویهاراهای) بودایی بسیاری داشت و محل سکونت راهبان بودایی در دوره‌های باستان و سده‌های میانه بود. منهاج سراج جوزجانی، نویسنده قرون وسطایی، در طبقات ناصری ثبت می‌کند که در سال ۱۱۹۸ بختیار خلجی کشتاری را در شهری انجام داد که بعدها به نام بیهار شریف شناخته شد. این شهر در حدود ۷۰ کیلومتری گایا بود.
بیهار پیشینه‌ای طولانی دارد. در دوران باستان ماگادا نامیده می‌شد. مرکز آن، پتنه، که قبلاً به نام پاتالی پوترا شناخته می‌شد، مرکز شاهنشاهی مائوریا بود که شبه قاره هند را بین ۳۲۵ تا ۱۸۵ پیش از میلاد فتح کرده بود. آشوکا مشهورترین فرمانروای این دودمان است. بیهار یک مرکز مهم قدرت، فرهنگ و علم برای هزار سال آینده باقی ماند. این منطقه بیشتر متعلق به سلسله پالا بنگال، محافظان قدرتمند آیین بودا بود.
رونق فرهنگی با هجوم مهاجمان اسلامی از افغانستان در پایان قرن دوازدهم به پایان رسید. تازه‌واردان سلسله‌هایی را در دهلی و بنگال تأسیس کردند که بین قرن‌های ۱۲ و ۱۶ بر شمال هند حکومت می‌کردند. بیهار از ایالت‌های سلطان‌نشین دهلی شد که بعداً بخشی از امپراتوری گورکانی شد. نخبگان اداری در این امپراتوری‌های جدید توسط سربازان تازهٔ مسلمان از افغانستان و آسیای مرکزی که اشتراکات کمی با مردم محلی داشتند، تشکیل و تکمیل شد. به‌رغم اینکه این فتح با غارت معابد و دانشگاه‌ها همراه بود، اما بحث اسلام آوردن اجباری مطرح نبود. در عوض، مسلمانان با هندوها و بودایی‌ها به عنوان ذمی برخورد می‌کردند که باید مالیات ویژه، یعنی جزیه، بپردازند.
با گذشت زمان، بسیاری به دلیل مزایای مالی و فرصت‌های شغلی که ارائه می‌کرد، به اسلام گرویدند. سلطان‌نشین‌های دهلی و بنگال در قرن شانزدهم ضمیمه امپراتوری شدند اما بعد برای مدت کوتاهی در سال ۱۵۴۰ توسط شیر شاه سوری، در اصل یک حاکم محلی در بیهار، تصرف شدند. شیرشاه سوری طولانی‌ترین جاده را در شبه قاره هند ساخت: جاده گرند ترانک، که از کلکته شروع می‌شود و به پیشاور (امروز در پاکستان) ختم می‌شود و از شرق به غرب از طریق بیهار می‌گذرد. در ۱۵ نوامبر ۲۰۰۰، بخش جنوبی ایالت بیهار برای تشکیل یک ایالت جدید به نام جارکند تقسیم شد. بزرگترین شهرهای جارکند، علاوه بر پایتخت رانچی، دنباد و جمشیدپور هستند.

## جغرافیا
مرکز آن شهر پَتنه است. بیهار در جلگهٔ پهناور ایندوس و گَنگ واقع شده‌است. ایالت بیهار از مغرب به اوتارپِرادِش، از شمال به نپال، از مشرق به بنگال و بنگلادش، و از جنوب به اُریسه محدود است. مساحت بیهار ۹۴۱۶۳ کیلومتر مربع و میانگین بلندا در آن از سطح دریا ۵۳ متر است. این سرزمین توسط نپال در شمال، جارکند در جنوب بنگال غربی در شرق و اوتار پرادش در غرب محصور شده‌است.
بیهار بر اساس شرایط کالبدی و ساختاری دارای سه بخش است: فلات جنوبی، منطقه شیوالیک و دشت گَنگی بیهار. افزون بر این، بخش وسیع دشت حاصلخیز بیهار توسط رودخانه گنگ به دو بخش نابرابر تقسیم می‌شود - بیهار شمالی و بیهار جنوبی. رود گنگ] از غرب به شرق جریان دارد و همراه با شاخه‌های آن، به‌طور منظم بخش‌هایی از دشت بیهار را سیلابی می‌کند. شاخه‌های اصلی شمالی گانداک و کوشی هستند که از هیمالیاهای نپال سرچشمه می‌گیرند و باگماتی که از دره کاتماندو سرچشمه می‌گیرد. انشعابات دیگر سون، بودی گندک، چاندان، اورهانی و پهالگو هستند.
بیهار دارای تپه‌های کوچکی است، مانند تپه‌های راجگیر در مرکز، رشته‌کوه کیمور در جنوب غربی و رشته‌کوه شیوالیک در شمال. برای بیهار مساحت جنگلی ۶۷۶۴٫۱۴ کیلومتر مربع را اعلام کرده‌اند که ۷٫۱ درصد از مساحت جغرافیایی آن را تشکیل می‌دهد. کوهپایه‌های هیمالیایی رشته‌های شیوالیک، کوه‌های سومشوار و دون، در ناحیه چمپاران غربی در کمربندی از جنگل‌های برگ‌ریز مرطوب پوشیده شده‌اند. و همچنین درختان، این شامل درختچه، چمن و نیزار است. بیهار کاملاً در منطقه نیمه گرمسیری منطقه معتدل قرار دارد و نوع آب و هوای آن نیمه‌گرمسیری مرطوب است. دمای آن به‌طور کلی نیمه‌گرمسیری با تابستان‌های گرم و زمستان‌های سرد است.
بیهار دارای میانگین دمای روزانه تنها ۲۶ درجه سانتی‌گراد با میانگین سالانه ۲۶ درجه سانتی‌گراد است. آب و هوای آن در کل گرم است، اما فقط چند ماه گرمسیری و مرطوب دارد. چندین ماه از سال دما به‌طور پیوسته بالای ۲۵ درجه سانتی‌گراد و گاهی تا ۲۹ درجه سانتی‌گراد گرم است. به دلیل بارندگی کمتر بهترین زمان برای سفر از اکتبر تا آوریل است. بیشترین بارندگی از ماه می تا سپتامبر رخ می‌دهد.

## زبان
زبان‌های رایج در این منطقه هندی و اردو و انگلیسی است. گویش بیشتر مردم آن بهوج‌پوری و میتهیلی و ماگهی است که آنها را گویش‌های بهاری می‌نامند و به بنگالی شبیه‌ترند تا به هندی؛ اما هندی، زبان رسمی اداری و آموزشی است.

## جمعیت
بیهار همچنین در میان همه استان‌ها و ایالات‌های کشورهای جهان چهارمین مورد پرجمعیت است. در ۱۵ نوامبر ۲۰۰۰، جنوب بیهار برای تشکیل ایالت جدید جارکند واگذار شد. تنها ۱۱٫۳ درصد از جمعیت بیهار در مناطق شهری زندگی می‌کنند که پس از هیماچال پرادش کمترین میزان در هند است. علاوه بر این، تقریباً ۵۸ درصد از بیهاری‌ها زیر ۲۵ سال سن دارند، که به بیهار بیشترین نسبت جوانان را در بین ایالت‌های هند می‌دهد.